# Родионівська волость
Родионівська волость — адміністративно-територіальна одиниця Хорольського повіту Полтавської губернії з центром у селі Радионівка.
Станом на 1885 рік складалася з 12 поселень, 11 сільських громад. Населення — 4151 особа (2103 чоловічої статі та 2048 — жіночої), 670 дворових господарств.
|                     | Площа, десятин | У тому числі орної, дес. |
| ------------------- | -------------- | ------------------------ |
| Сільських громад    | 2813           | 2441                     |
| Приватної власності | 12968          | 5097                     |
| Іншої власності     | 33             | 10                       |
| Загалом             | 15814          | 7548                     |

Основні поселення волості:
- Радионівка — колишнє власницьке село за 25 верст від повітового міста, 554 особи, 106 дворів, православна церква, школа, 2 постоялих будинки, 2 лавки, 6 вітряних млинів, 3 ярмарки на рік.
- Бригадирівка (Холодна) — колишнє власницьке село, 599 осіб, 88 дворів, православна церква, постоялий будинок, 11 вітряних млинів, 2 ярмарки на рік.
- Семенівка (Галещина) — колишнє власницьке село, 572 особи, 102 двори, постоялий будинок і 5 вітряних млинів.
- Степанівка (Грабщина) — колишнє власницьке село, 710 осіб, 97 дворів, постоялий будинок, 4 вітряних млини, 2 цегельних заводи.